# Jürgen Gausemeier

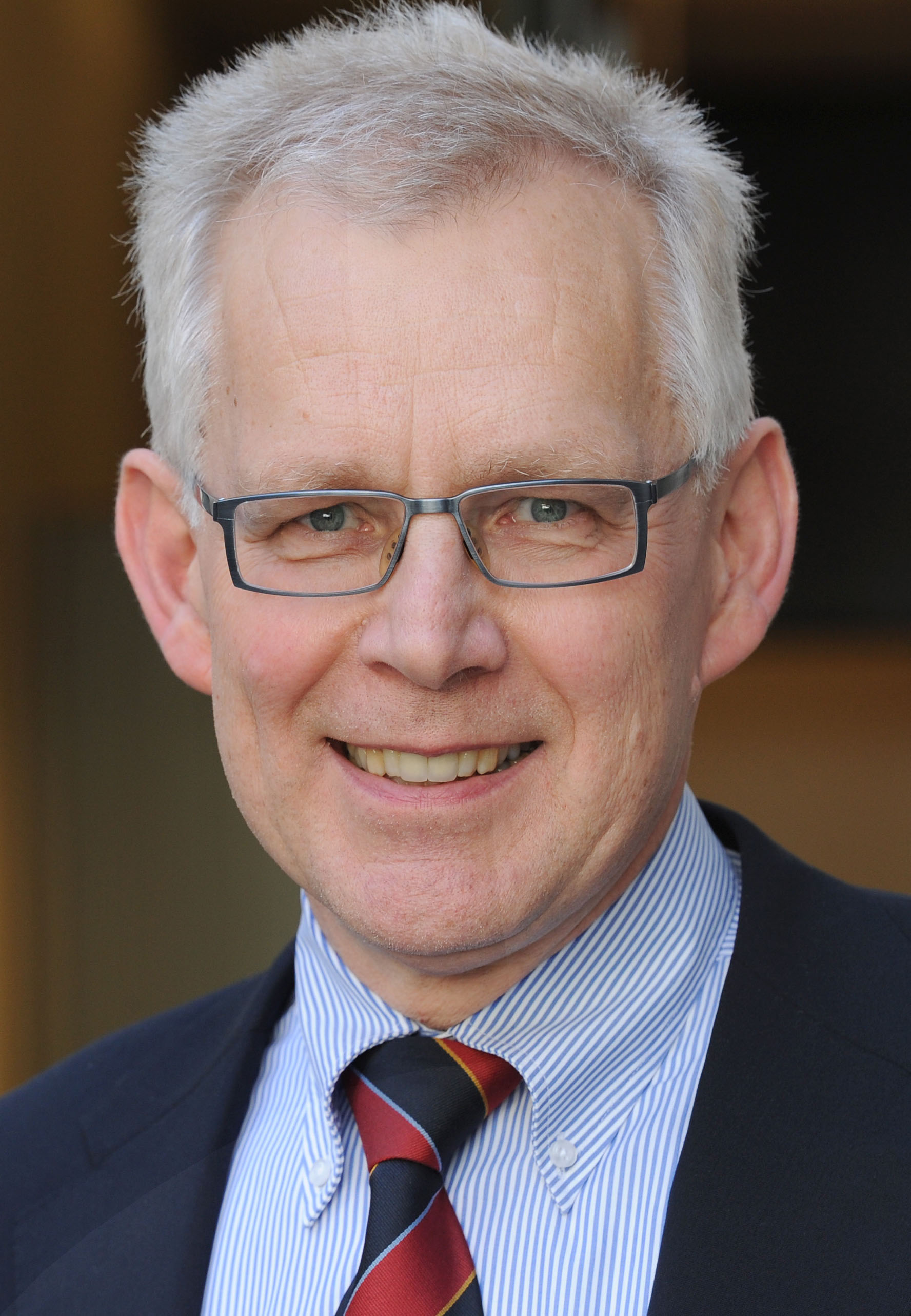
Jürgen Gausemeier

Jürgen Gausemeier (* 26. März 1948 in Littdorf) ist Ehrenmitglied am Heinz Nixdorf Institut der Universität Paderborn. Der Diplom-Ingenieur war darüber hinaus Initiator und bis 2024 Aufsichtsratsvorsitzender des Beratungsunternehmens UNITY AG. Seit 2003 ist er Mitglied der Deutschen Akademie der Technikwissenschaften (Acatech) und von 2012 bis 2021 Vizepräsident. Ferner war er bis 2023 Sprecher des Clusterboards des BMBF-Spitzenclusters „Intelligente Technische Systeme Ostwestfalen-Lippe (it's OWL)“.

## Werdegang
Jürgen Gausemeier promovierte am Institut für Werkzeugmaschinen und Fertigungstechnik der TU Berlin bei Professor Spur. In seiner zwölfjährigen Industrietätigkeit war Gausemeier Entwicklungschef für CAD/CAM-Systeme und zuletzt Leiter des Produktbereiches Prozessleitsysteme bei einem Schweizer Unternehmen. 1990 wurde er Professor an der Universität Paderborn. Gausemeier hat über 700 Publikationen in Fachzeitschriften sowie für nationale und internationale Tagungen geleistet, 10 Bücher geschrieben und bisher 130 Doktoranden zur Promotion geführt.

## Forschungsschwerpunkte
Die Schwerpunkte in der Forschungsarbeit von Gausemeier waren:
- Strategische Produkt- und Technologieplanung
- Entwicklungsmethodik Mechatronik / Systems Engineering
- Virtual Reality, Augmented Reality und Simulation

## Weitere Funktionen
Über die Universitätsgrenzen hinaus engagiert sich Jürgen Gausemeier als Mitglied der WiGeP – Wissenschaftliche Gesellschaft für Produktentwicklung (vorm. Berliner Kreis). Er war von 1994 bis 2012 Geschäftsführer und Vorstandsmitglied der WiGeP; 2014 erhielt er die Ehrenmedaille der WiGeP. Ferner war Jürgen Gausemeier von 1999 bis 2008 Dekan der Fakultät für Maschinenbau der Universität Paderborn. Gausemeier war Sprecher des Sonderforschungsbereichs 614 „Selbstoptimierende Systeme des Maschinenbaus“ (2002–2013). Von 2009 bis 2014 war Gausemeier Mitglied des Wissenschaftsrates von Bund und Ländern.
Außerdem ist er Autor zahlreicher Bücher. Zusammen mit Christoph Plass (Vorstandsmitglied UNITY AG) hat er 2014 die 2., überarbeitete Auflage des Buches „Zukunftsorientierte Unternehmensgestaltung“ geschrieben.